# Nucleocytoviricota
Nucleocytoviricota (лат.) — тип вирусов эукариот, относимый к царству Bamfordvirae и включающий классы Megaviricetes и Pokkesviricetes. Также представители типа известны как крупные ядерно-цитоплазматические ДНК-содержащие вирусы (англ. nucleocytoplasmic large DNA viruses; NCLDV) или гигантские вирусы, поскольку отличаются очень большими геномами (от 300 тысяч пар оснований (п. о.) до 2,5 миллионов п. о.) и крупными вирионами, достигающими от 200 нм до 1000 нм в диаметре, и, таким образом, сравнимы по этим параметрам с бактериями.

## Классификация
В группу входят следующие семейства:
1. Asfarviridae
2. Ascoviridae
3. Iridoviridae
4. Marseilleviridae
5. Megaviridae
6. Mimiviridae
7. Pandoraviridae
8. Phycodnaviridae
9. Pithoviridae
10. Poxviridae

К этой группе относят также род Dinodnavirus.

## Особенности NCLDV
Вирусы данной группы имеют общие и уникальные особенности геномной ДНК и структуры вириона. Однако не известно, имеют ли эти семейства общего предка либо эти общие черты возникли независимо друг от друга в результате рекрутирования генов хозяина в процессе репликации вирусов. Гипотеза общего предка считается противоречивой.
В настоящее время обнаружено 47 основных генов NCLDV. Они включают четыре ключевых белка репликации и репарации ДНК: ДНК-полимеразу семейства B, топоизомеразу II A, эндонуклеазу FLAP (5-липоксигеназа-активирующий белок) и фактор процессинга proliferating cell nuclear antigen. Кроме этого, сюда относятся ДНК-зависимая РНК-полимераза II и фактор транскрипции II B.
Возможно, эти вирусы возникли до разделения эукариот на коронные группы (группы организмов, состоящих из последнего общего предка группы и всех живущих потомков). Геном предшественников был сложный и состоял по крайней мере из 41 гена, включая гены репликации, до 4 субъединиц РНК-полимеразы, по крайней мере 3 фактора транскрипции, ферменты кэпа и полиаденилирования, аппарат упаковки вирусной ДНК и структурные компоненты икосаэдрового капсида и вирусной мембраны.